# 田崎広助
田崎 広助（たさき ひろすけ、1898年〈明治31年〉9月1日 - 1984年〈昭和59年〉1月28日）は、洋画家。福岡県八女郡北山村（現・八女市立花町）生まれ。本名・田﨑廣次。

## 経歴
この節の出典:
1917年、福岡県師範学校（現福岡教育大学）第二部卒業、坂本繁二郎、安井曾太郎に師事。関西美術院にも通った。
二科展出品後の1932年渡仏、留学中の1933年サロン・ドートンヌ賞受賞。1935年、帰国。
1939年、一水会の創立に参加。
戦後、広稜会を結成、また東郷青児らと日伯現代美術展（伯剌西爾、ブラジルのこと）を開催。
1949年より日展審査員、（以後1958年日展評議員、1967年理事、1978年顧問を勤める。）
1961年、日本芸術院賞受賞、1967年、日本芸術院会員。
1968年、勲三等瑞宝章受章。
1974年、ブラジル政府からコメンダドール章、オフィシエ章受章。
1975年、文化勲章受章、文化功労者。
墓所は寛永寺第二霊園。
田崎没後1986年、（昭和61年）軽井沢に田崎美術館が開館。
2017年、（平成28年）故郷八女市に田崎廣助美術館が開館。

## 幼少期
1898年（明治31年）9月1日、父・田﨑作太郎と母・モトの長男として、福岡県八女郡北山村（現・八女市立花町）に生まれる。絵心が芽生えたきっかけは、3歳の頃に母・モトが嫁入りの時に持ってきた高価な銅の桐たんすに、金火箸で模様を刻み込んだのがはじまりだとされている。これは、当時幼かった広助が、母を喜ばせてやりたいという一心の下での行動であったが、作品を見たとたんに凍りついた母の表情に事の重大さに気付き、後の祭りだと悟る。なお、広助はこの時の作品を人生初の「処女作」であり、後に彼自身のライフワークとして、画家の道を歩み始めた衝動の芽生えであったと、自らの伝記「東洋の心」(1979年・西日本新聞社出版)の中で物語っている。また、画の本能は、母・モトから受け継いだものと述懐しており、幼年期は、主に故郷の恵まれた山河等の大自然を駆け巡り、雄大な自然を相手に無心に絵を描いていったという。

## 雅号・広助の由来
広助という雅号については、本人曰く母方の姓に由来するという。母・モトの実家は立花藩漢学者の家柄で、助広と名乗っていた。その助広をひっくり返して広助にしたのが、雅号の由来とされている。また、中学時代にすでに「田崎草雲」という雅号を名乗り、得意げになっていたが、ほどなくして、父や親族らの話から、すでに幕末から明治初年にかけて南画の達筆な同姓同名の人物（田崎草雲）が存在していたことが判明し、意気消沈したという。しかし反面、草雲が没した年と広助の出生が同じだったことから、親族間では「草雲の生まれ変わりに違いない」などと囁かれたと伝えられている。その後、作家である長男の調査により、草雲と広助は人相や骨柄が酷似していたとされている。

## 八女中学時代
1905年（明治38年）4月、北山村立北山尋常小学校から福岡県立八女中学校へ進学。自宅から町の中学まで、実に約二里(8キロ)ほどの距離があったため、当初は寄宿舎へ入れられたが、中学3年の時より寄宿舎を出て、自宅から通学しはじめる。特に雨が振り、地がぬかるむ日は、一張羅の長靴をぶら下げ、裸足で急いで学校まで走ったという。そして、後にこの時の経験が、彼の強靭な健脚を鍛え上げ、後年、画家になり、「山岳画家」と呼ばれる礎になったとされている。ゆえに老年、病気にならずに済んだのは、この時の経験の賜物であったと述懐している。また、この時、田崎の絵の才能を見込んだ恩師の強い期待と推薦により、美術学校を志願するが、父・作太郎の反対に遭い、くしくも断念することを余儀なくされたという。

## 福岡師範時代
1916年（大正5年）、八女中学を卒業後、福岡師範学校第二部へ進学。父・作太郎の長男であるがゆえに強い期待をかけられ、教師の資格を取るべく、嫌々ながらも師範学校に入学する。ここで、恩師・東本貞二(とうもとていじ)と出会い、師範学校を終えた後、1917年（大正6年）20歳の春、福岡県八女郡上妻村の上妻高等小学校に奉職。この時に独学で絵画修業をするようになる。なお、この時に仲間の画学生らが催した洋画展に出品作を出し、田崎の作品だけ売れ、当時の価格にして、十二円(当時の教師の月給が十九円ほど)で絵が売れたという。買い手は、久留米市の大きな呉服屋の旦那で、最初に売れた作品は、「祈祷院の雪景色」という12号ほどの油絵だった。これを契機に名が売れ始め、以後活躍の幅が広くなったとされている。

## 上京と勘当
1920年（大正9年）の春、県立高等女学校の教師ポストに空き席が入り、恩師・東本貞二の推薦もあり、図画の教諭として採用される予定であった。知らせを知った父・作太郎も喜びに沸く中、反面、田崎自身はこの時、新任地へ向かうべき切符は購入せず、恩師と父への申し訳ない想いを残しつつも、反対に東京行きの切符を購入し、ほどなくこれを知った厳格な父は、彼を勘当したという。なお、田崎はこの時の彼自身の心境を「偶発的ではあったが、久しく鳴動を続けながら耐えた火山が、必然的に一気に噴火した瞬間でもあった」と回顧している。

## 関東大震災に遭い被災する
1923年（大正12年）9月1日、本郷の駒本小学校にて図画の教鞭をとりつつ、絵の勉強に明け暮れていた中、絵仲間達を連れ立って、上野の森に出かけ、下宿先へ戻って間もなく関東大震災に遭い被災する。駆けつけてきた弟の貞吉とともに、最寄の学校にて救援活動をするが、震災から一か月半ほどした後、東京を去り、京都へ移り住む。

## 作風
風景画、特に日本の山を多く描き、その中でも阿蘇山を題材にしたものが多い。代表作は「初夏の阿蘇山」。
晩年は「朱富士」を好んで描いた。

## 作品所蔵先
- 田崎美術館
- 福岡市美術館
- 田崎広助美術館
- 白馬三枝美術館
- 東京国立近代美術館
- 京都国立近代美術館
- 千葉県立美術館
- 木更津わたくし美術館
- ひろしま美術館
- 知足美術館
- 中土佐町立美術館
- 大分県立美術館
- なかた美術館
- 三重県立美術館